# Okrężnica (anatomia)

Jelito grube z zaznaczoną kolorem pomarańczowym okrężnicą
1. okrężnica wstępująca
2. okrężnica poprzeczna
3. okrężnica zstępująca
4. okrężnica esowata

Okrężnica (łac. colon) – w anatomii człowieka najdłuższa i największa część jelita grubego, dzieląca się na cztery części: wstępującą, poprzeczną, zstępującą i esowatą.
Okrężnica wstępująca znajduje się po prawej stronie jamy brzusznej. Zaczyna się jako przedłużenie jelita ślepego, biegnie pionowo do góry i, zaginając się pod prawym płatem wątroby zgięciem prawym okrężnicy, przechodzi w okrężnicę poprzeczną. Okrężnica poprzeczna biegnie mniej więcej poziomo (łukowato wygięta w dół) w stronę lewą, następnie w lewym podżebrzu, pod śledzioną, ostro się zagina zgięciem lewym okrężnicy i przechodzi w okrężnicę zstępującą. Okrężnica zstępująca biegnie w dół i przechodzi w okrężnicę esowatą (esicę) w kształcie pionowej litery S. Esica przechodzi w odbytnicę.
Charakterystycznymi cechami okrężnicy są:
- taśmy okrężnicy – trzy podłużne warstwy błony mięśniowej, ciągnące się równolegle do siebie na całej długości okrężnicy
- wypuklenia okrężnicy – uwypuklenia na zewnątrz
- wcięcia półksiężycowate – widoczne na zewnątrz wcięcia wynikające z obecności fałdów półksiężycowatych wewnątrz okrężnicy
- przyczepki sieciowe – małe wypustki błony surowiczej wypełnione tkanką tłuszczową[1].